# Carrickbanagher
Carrickbanagher (iriska: Carraig Uí Bheannacháin) är en trakt (townland) i grevskapet Sligo i Republiken Irland. Den är belägen mellan orterna Collooney och Ballymote. Carrickbanagher hade 126 invånare vid folkräkningen 2016.